# Micheline Presle
Micheline Presle, född 22 augusti 1922 i Paris, död 21 februari 2024 i Nogent-sur-Marne i Val-de-Marne, var en fransk skådespelare. Presle filmdebuterade som 15-åring i La Fessée med premiär 1937. Till hennes kändaste filminsatser hör Claude Autant-Laras Djävulen i kroppen från 1947, Jacques Rivettes Nunnan från 1966 och Jacques Demys Flickan med åsneskinnet från 1970. Hon filmade även med bland andra Abel Gance, Sacha Guitry och Jean Negulesco. Presle tilldelades heders-César 2004.

## Filmografi i urval
- Kärlekens melodi (1939)
- Ecco la felicità (1940)
- La comédie du bonheur (1942)
- Glädjeflickan (1945)
- Djävulen i kroppen (1947)
- Över alla gränser (1947)
- Hjälten från Filippinerna (1950)
- En man lever farligt (1950)
- Äventyr i New Orleans (1951)
- En kvinnas kärlek (1953)
- Om Versailles kunde berätta (1954)
- Napoléon - soldat och kejsare (1955)
- Christine - flicka i Wien (1958)
- Ödesdigert möte (1959)
- Baronen lever högt (1960)
- Älskarens femdagarsvecka (1961)
- Misstänkt för mord (1961)
- Se upp för satan (1962)
- Fnurra på trå'n (1962)
- Jagad av agenter (1963)
- Kungen kommer tillbaka (1966)
- Nunnan (1966)
- Maffia (1965)
- Flickan med åsneskinnet (1970)
- Blod och skam (1984)
- Tjuvar efter midnatt (1984)
- Jag vill hem! (1989)
- Kaminskij - snut i Moskva. Mord under hypnos (1991)
- Kaminskij - snut i Moskva. Mordet i klostret (1991)
- Dåligt sällskap (1999)
- Les misérables (1995)